# Aislamiento en la construcción

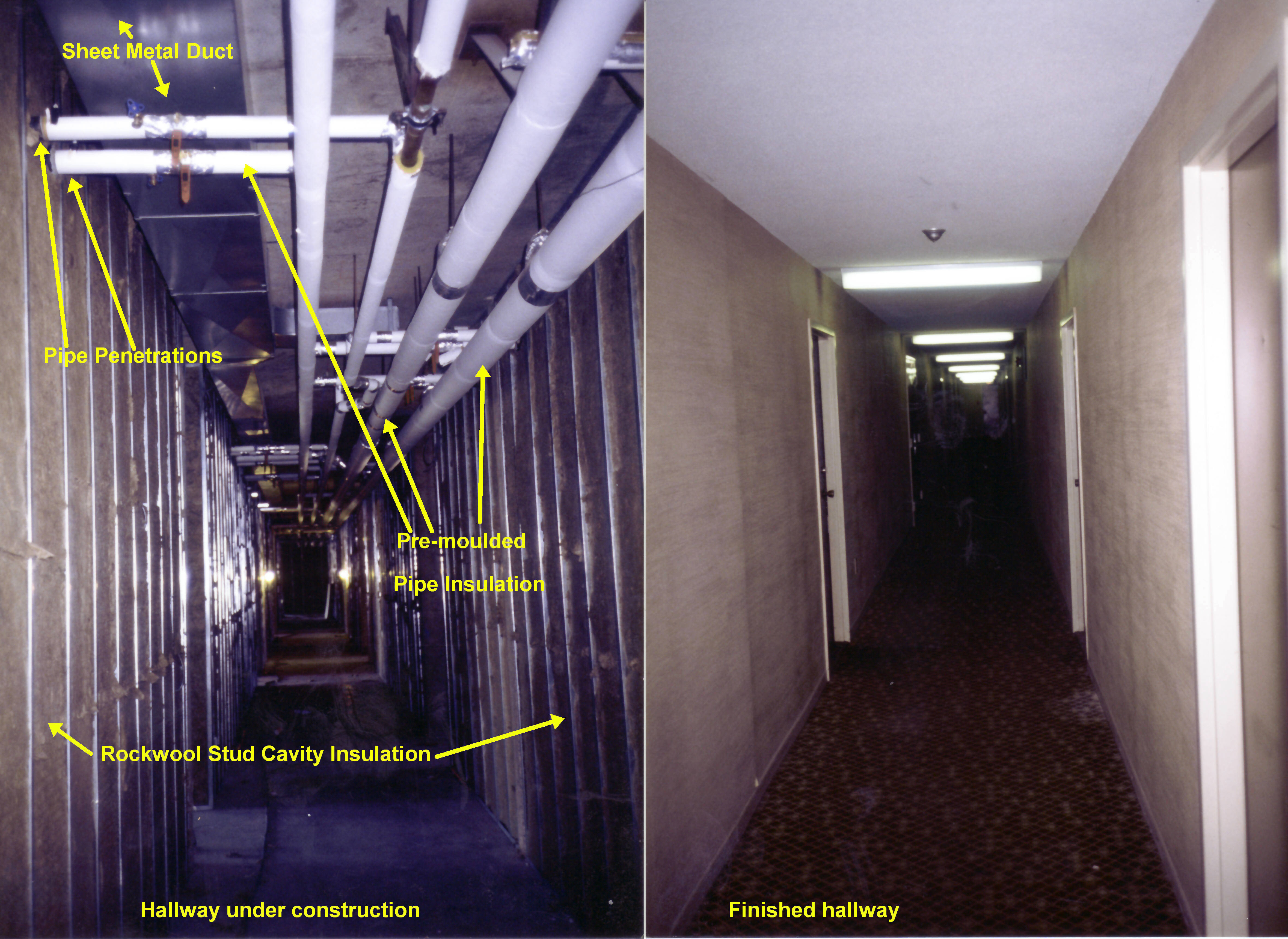
Aplicación de aislamiento común dentro de apartamento en Mississauga, Ontario

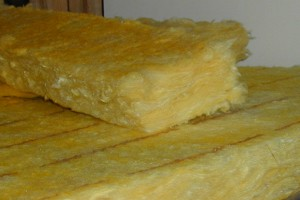
Aislamiento de lana mineral.

El aislamiento en la construcción  es cualquier objeto en la construcción que se utilice como aislante para cualquier propósito. Mientras la mayoría del aislamiento en la construcción es para propósitos térmicos, el término también se aplica al aislamiento acústico (más pesado que el térmico), aislamiento en caso de incendio y aislamiento de impacto (p. ej. para las vibraciones causada por aplicaciones industriales). A menudo, un material aislante se escoge por su capacidad para llevar a cabo varias de estas funciones simultáneamente.

## Aislamiento térmico

### Definición de aislamiento térmico
El aislamiento térmico por lo general se refiere al uso de materiales aislantes apropiados y de adaptaciones del diseño de la construcción,  para así retrasar la transferencia de calor a través del recinto, reduciendo la pérdida o ganancia de calor (dependiendo de si hace frío o calor en el exterior). La transferencia de calor está causada por la diferencia de temperatura entre el interior y el exterior. La forma  en la que se transfiere el calor incluye conducción de calor, convección de calor y radiación de calor. El índice de transmisión está también estrechamente relacionado con el medio de propagación, El flujo de calor por transmisión ocurre por una combinación de conducción, convección, y radiación. El calor se pierde u obtiene por transmisión a través del techo, suelo, ventanas, y puertas. Estas reducciones y aumentos de calor son normalmente mal recibidas. No solo aumenta la carga del aire acondicionado, ocasionando el  desperdicio de la energía, sino que también reduce la comodidad térmica de las personas en el edificio. El aislamiento térmico en los edificios es un factor importante  para conseguir la comodidad térmica para sus ocupantes. El aislamiento reduce la pérdida o ganancia indeseada de calor y puede disminuir las demandas de energía de los sistemas de calentamiento y enfriamiento. No necesariamente aborda temas de ventilación adecuada y puede o no afectar al nivel de aislamiento acústico. En un sentido estricto el aislamiento solo se refiere a los materiales empleados para relentecer la pérdida de calor como: celulosa, lana de vidrio, lana de roca, poliestireno, espuma de uretano, vermiculita, perlita, fibra de madera, fibra de planta (canabis, lino, algodón, corcho, etc.), mezclilla de algodón reciclado, paja de planta, fibra animal (lana de oveja), cemento, y tierra o suelo, aislamientos reflectantes (también conocidos como barreras radiantes),  pero también pueden incluir una gama de diseños y técnicas para dirigir los modos principales de transferencia de calor - materiales de conducción, radiación y convección.
La mayoría de los materiales en la lista anterior solo retienen una cantidad grande de aire u otros gases entre las moléculas del material. El gas conduce el calor mucho menos que los sólidos. Estos materiales pueden formar cavidades de gas, las cuales pueden utilizadas para aislar el calor con eficacia de transferencia de calor baja. Esta situación también ocurre en la piel de animales y plumas de los pájaros, el cabello animal puede emplear la conductividad térmica baja de pequeñas bolsillas de gas, con el objeto de conseguir el propósito de reducir la pérdida de calor.
La efectividad del aislamiento reflectivo (barrera radiante) se evalúa es generalmente por la reflectividad (emitencia) de la superficie con espacio de aire dirigido a la fuente de calor.
La efectividad del aislamiento se determina generalmente por su R-valor.  Para áticos, se recomienda que sea al menos R-6,7.  No obstante, un valor R no tiene en cuenta la calidad de la construcción o factores medioambientales locales para cada edificio. Los asuntos de calidad de la construcción incluyen barreras de vapor inadecuadas y problemas con pruebas de diseño. Además, las propiedades y densidad del material aislante son críticas.

## Construcción
Véase vidrio aislado en relación con las ventanas.

### Envoltura del edificio
La envoltura térmica define el espacio condicionado o habitable en una casa. El ático o el sótano pueden o no puede ser incluidas en esta área. La reducción de corrientes de aire del interior al exterior puede ayudar a reducir significativamente la transferencia de calor convectiva.
El asegurar una transferencia de calor de baja convectividad también requiere prestar atención a la construcción del edificio (climatización) y a la instalación correcta de materiales aislantes.
Cuanto menos flujo de aire natural dentro de un edificio, se requerirá más ventilación mecánica para requerida para apoyar el bienestar humano. La humedad alta puede ser un asunto significativo  asociado con la carencia de corriente de aire, causando condensación, pudriendo materiales de construcción y animando el crecimiento microbiano como hongos y bacterias. La humedad puede reducir drásticamente la efectividad del aislamiento creando un puente térmico (véase más abajo). Se pueden incorporar  activamente o pasivamente sistemas de intercambio de aire, para solucionar estos problemas.

### Puente térmico
Los puentes térmicos son puntos en la envoltura del edificio que permiten que ocurra la conducción de calor. Debido a que el calor fluye a través del camino que ofrezca menos resistencia, los puentes térmicos pueden contribuir a rendimiento de energético pobre. Un puente térmico aparece cuándo los materiales crean un camino continuo a través de una diferencia de temperatura, en el que el flujo de calor no queda interrumpido por un aislante térmico. Los materiales de construcción comunes son aislante pobres, como el cristal y el metal.
Un diseño de construcción puede tener una capacidad limitada de aislamiento en algunas áreas de la estructura. Un diseño de construcción común se basa en paredes, en las que los puentes térmicos son comunes en madera o y viguetas, los cuales se unen de forma habitual con metal. Las áreas notables que carecen más generalmente de suficiente aislamiento son las esquinas de los edificios y áreas donde el aislamiento se ha sacado o desplazado para hacer sitio para infraestructura de sistema, como cajas eléctricas (enchufes e interruptores de luz), plomos, equipamiento de alarma contra incendios, etc.
Los puentes térmicos también aparecen por construcción descoordinada, por ejemplo por cerrar partes de paredes externas antes de que estén totalmente aisladas. La existencia de vacíos inaccesibles dentro de la cavidad de la pared que carecen de aislamiento, puede ser una fuente de puente térmico.
Algunas formas de aislamiento transfieren el calor más fácilmente cuándo están húmedas y pueden por lo tanto también formar un puente térmico en este estado mojado.
La conducción de calor puede ser minimizada por cualquier de las siguientes formas: reduciendo el área seccional de cruce de los puentes, aumentando la longitud del puente o disminuyendo el número de puentes térmicos.
Un método para reducir los efectos del puente térmico es la instalación de un tablero aislante (p. ej. tablero de espuma EPS XPS, tablero de fibra de la madera, etc.) sobre la pared exterior. Otro método es el uso de  estructuras de madera que para una rotura térmica dentro de la pared.

### Instalación
El aislar los edificios durante la construcción es mucho más sencillo que reformarlos, ya que el aislamiento está escondido y se necesita deconstruir partes de los mismos para llegar a ellas.

## Tecnologías y estrategias en diferentes climas

### Climas fríos

#### Estrategias en clima frío

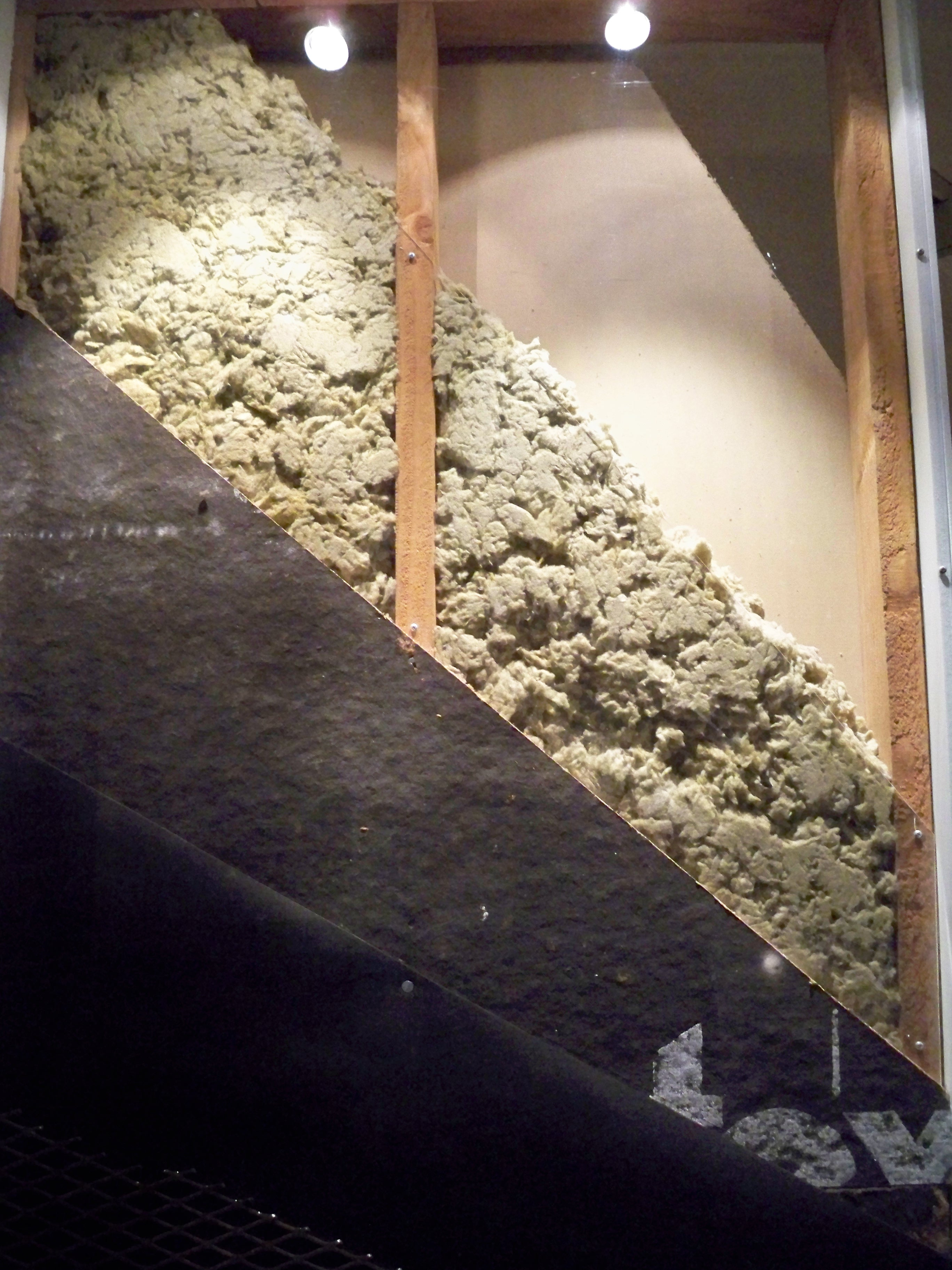
Sección transversal de aislamiento de viviendas.

En condiciones frías, el objetivo principal es reducir el flujo de calor fuera del edificio. Los componentes del envolvente del edificio —ventanas, puertas, techos, suelos/cimientos, paredes, y barreras de infiltración de aire— son todas fuentes importantes de pérdida de calor; en un hogar bien aislado, las ventanas se convierten entonces en una fuente importante de transferencia de calor. La resistencia a la pérdida de calor por conducción para un solo acristalamiento estándar corresponde a un valor R de aproximadamente 0.17 m2⋅K⋅W−1 o más del doble que para un doble acristalamiento típico (en comparación con 2–4 m2⋅K⋅W−1 para lana de vidrio en bulto). Las pérdidas pueden reducirse mediante una buena climatización, aislamiento en masa y minimizando la cantidad de acristalamiento no aislante (particularmente no orientado al sol). La radiación térmica interior también puede ser una desventaja con el acristalamiento selectivo espectral (baja emisividad, baja emisividad). Algunos sistemas de acristalamiento aislante pueden duplicar o triplicar los valores R.

#### Tecnologías en clima frío.
Los paneles de vacío y el aislamiento superficial de aerogel son dos tecnologías que pueden mejorar el rendimiento energético y la eficacia del aislamiento térmico de los edificios residenciales y comerciales en regiones de clima frío como Nueva Inglaterra y Boston. En el pasado, el precio de los materiales de aislamiento térmico que mostraban un alto rendimiento aislante era muy elevado. Con el desarrollo de la industria de los materiales y el auge de las tecnologías científicas, han surgido más y más materiales y tecnologías de aislamiento durante el siglo XX, lo que nos da varias opciones para el aislamiento de edificios. Especialmente en las áreas de clima frío, se necesita una gran cantidad de aislamiento térmico para lidiar con las pérdidas de calor causadas por el clima frío (infiltración, ventilación y radiación). Hay dos tecnologías que vale la pena discutir:

##### Sistema de aislamiento exterior (EIFS) basado en paneles de aislamiento de vacío (VIP).
Los VIP se destacan por su ultra-alta resistencia térmica, su capacidad de resistencia térmica es de cuatro a ocho veces más que los materiales de aislamiento de espuma convencionales, lo que lleva a un menor espesor del aislamiento térmico en la carcasa del edificio en comparación con los materiales tradicionales. Los VIP generalmente están compuestos por paneles centrales y recintos metálicos. Los materiales comunes que se utilizan para producir paneles centrales son sílice fumada y precipitada, poliuretano (PU) de celda abierta y diferentes tipos de fibra de vidrio. Y el panel central está cubierto por el recinto metálico para crear un ambiente de vacío, el recinto metálico puede asegurar que el panel central se mantenga en el ambiente de vacío. Aunque este material tiene un alto rendimiento térmico, todavía mantiene un alto precio en los últimos veinte años.

##### Aislamiento de superficie de pared interior y exterior de aerogel
El aerogel fue descubierto por primera vez por Samuel Stephens Kistle en 1931. Es una especie de gel en el que la parte líquida es reemplazada por gas, de hecho, está compuesto en un 99% de aire. Este material tiene un valor R relativamente alto de alrededor de R-10 por pulgada, que es considerablemente más alto en comparación con los materiales convencionales de aislamiento de espuma plástica. Pero las dificultades en el procesamiento y la baja productividad limitan el desarrollo de los aerogeles, el precio de coste de este material todavía se mantiene a un nivel alto. Solo dos empresas en los Estados Unidos ofrecen el producto comercial de aerogel.

### Climas calurosos

#### Estrategias en clima caliente
En condiciones calurosas, la mayor fuente de energía térmica es la radiación solar. Esto puede ingresar a los edificios directamente a través de las ventanas o puede calentar la carcasa del edificio a una temperatura más alta que la ambiental, aumentando la transferencia de calor a través de la envolvente del edificio. El Coeficiente de Ganancia de Calor Solar (SHGC) (una medida de la transmisión de calor solar) de acristalamiento simple estándar puede ser alrededor del 78-85%. La ganancia solar puede reducirse mediante una sombra adecuada del sol, techos de color claro, pinturas y recubrimientos selectivos espectralmente (reflectoras de calor) y varios tipos de aislamiento para el resto de la envolvente. El acristalamiento recubierto especialmente puede reducir el SHGC a alrededor del 10%. Las barreras radiantes son altamente efectivas para espacios de ático en climas cálidos. En esta aplicación, son mucho más efectivas en climas cálidos que en climas fríos. Para el flujo de calor descendente, la convección es débil y la radiación domina la transferencia de calor a través de un espacio de aire. Las barreras radiantes deben enfrentar un espacio de aire adecuado para ser efectivas.
Si se emplea aire acondicionado refrigerativo en un clima cálido y húmedo, entonces es particularmente importante sellar la envolvente del edificio. La deshumidificación de la infiltración de aire húmedo puede desperdiciar energía significativa. Por otro lado, algunos diseños de edificios se basan en una ventilación cruzada efectiva en lugar de aire acondicionado refrigerativo para proporcionar enfriamiento por convección a partir de las brisas predominantes.

#### Tecnologías en clima caliente
En regiones de clima cálido y seco como Egipto y África, el confort térmico en verano es la principal cuestión, casi la mitad del consumo de energía en áreas urbanas es agotada por sistemas de aire acondicionado para satisfacer la demanda de las personas por confort térmico, muchos países en desarrollo en regiones de clima cálido y seco sufren escasez de electricidad en el verano debido al creciente uso de máquinas de enfriamiento. Se ha introducido una nueva tecnología llamada Cool Roof para mejorar esta situación. En el pasado, los arquitectos utilizaban materiales de masa térmica para mejorar el confort térmico, el pesado aislamiento térmico podría causar el efecto de retardo temporal que podría ralentizar la velocidad de transferencia de calor durante el día y mantener la temperatura interior en un cierto rango (Las regiones de clima cálido y seco suelen tener una gran diferencia de temperatura entre el día y la noche).
El techo fresco es una tecnología de bajo costo basada en la reflectancia solar y la emisión térmica, que utiliza materiales reflectantes y colores claros para reflejar la radiación solar. La reflectancia solar y la emisión térmica son dos factores clave que determinan el rendimiento térmico del techo, y también pueden mejorar la efectividad del aislamiento térmico ya que alrededor del 30% de la radiación solar se refleja de nuevo al cielo. La forma del techo también se toma en consideración, el techo curvo puede recibir menos energía solar en comparación con las formas convencionales. Mientras tanto, el inconveniente de esta tecnología es obvio: la alta reflectividad puede causar incomodidad visual. Por otro lado, la alta reflectividad y emisión térmica del techo aumentarán la carga de calefacción del edificio.